# Aggabodhi VII
Aggabodi VII fou rei d'Anuradhapura (Sri Lanka) del 781 al 787, residint en aquests anys principalment a Polonnaruwa. Era fill del rei Mahinda I i va succeir al seu cosí Aggabodhi VI.
A la mort de Mahinda I, el seu fill Aggabodhi (després Aggabodhi VII) que era rei subordinat de Ruhunu, es trobava temporalment a la capital Anuradhapura per negocis. En aquell moment va assolir el govern (no la corona) i va prendre mesures administratives a l'illa, però va enviar una delegació al seu cosí també anomenat Aggabodhi (fill de Kassapa III), rei subordinat de la part oriental, demanant-li que anés a prendre possessió del regne; efectivament així ho va fer i va ser proclamat rei com Silamegha Aggabodhi VI. Immediatament va nomenar al seu cosí i homònim com a sub-rei. Aquest no obstant va convèncer el seu cosí de deixar el govern en les seves mans i dedicar-se a gaudir dels plaers de la regalia. El sub-rei i governant de facto aviat va acabar amb els brots d'anarquia al país.
Però al cap d'un temps la rígida administració del sub-rei Aggabodhi va crear certa oposició la qual va buscar el suport del rei Silamegha Aggabodhi VI al que van alertar que el sub-rei podia usurpar la corona quan volgués, ja que de fet era el rei de fet encara que no ho fos de dret. El rei va canviar la seva actitud amb el sub-rei i aquest se'n va donar compte i es va sentir amenaçat, fugint llavors a Ruhunu on va reclutar un exèrcit i va iniciar la guerra. No obstant va patir una derrota decisiva a Kadalinivata, i es va haver de refugiar al districte de Malaya Rata.
Silamegha Aggabodhi VI que tenia un caràcter agraït i valorava el servei que li havia fet el seu cosí que li havia entregat el regne quan fàcilment se'l podia haver quedat, va decidir fer les paus amb ell. Es va presentar per sorpresa a Malaya Ratu i allí es van reconciliar i van retornar junts cap a la capital on el rei li va donar a la seva filla Sangha en matrimoni.
Els primera anys de matrimoni de la princesa Sangha foren desgraciats així que va abandonar al seu marit i va ingressar en un convent fins que un temps després va fugir amb un cosí cap a Ruhuna. Molest per la conducta del seu parent, el rei Silamegha Aggabodhi VI i el sub-rei Aggabodhi van marxar a Ruhunu amb un exèrcit. Allí Aggabodhi va agafar el control del país i va recuperar a la seva esposa. En endavant el rei, el sub-rei i Sangha van viure junts harmoniosament i amb confiança un amb l'altra.
Silamegha Aggabodhi VI va morir en el catorzè any de regnat i el seu cosí sub-rei Aggabodhi fou proclamat rei com Aggabodhi VII. Ja era un home de certa edat i la seva principal atenció en aquests darrers anys com a rei de ple dret a difondre la religió. Va fer nombroses reparacions i ampliacions; va construir dos temples (vihares), Kollanda i Mollavataka. Va emetre un decret per reforçar la disciplina entre els monjos i va purgar la religió aturant els que presentaven falses doctrines decidint el correcte conforme a la lleu. Supervisava tot el que es feia a l'illa fins i tot la distribució de menjar i medicaments pels pobres, va prescriure la manera de celebrar els festivals i els funerals; va ordenar distribuir arròs als residents a les tres fraternitats dels monestirs Jetavana, Maha Vihara i Abhayagiri (que eren els Sagali, els Theriya i els Dhammaruchi) i també va repartir riques vitualles pròpies de la taula d'un rei als monjos Pansukulika.
Va morir en el sisè any del seu regnat mentre era a la ciutat de Polonnaruwa, on va residir habitualment els darrers anys i que estava augmentant importància perquè des d'Aggabodhi IV els reis hi residien alguns períodes. El va succeir el seu nebot Mahinda II, fill d'Aggabodhi VI.